# Гай Юлий Вописк Юл
Вижте пояснителната страница за други личности с името Гай Юлий Юл.
Гай Юлий Вописк Юл (на латински: Caius Iulius Vopiscus Iullus; Gaius Iulius L. F. Vopiscus N. Iullus) е римски политик, консулски военен трибун от 408 и 405 пр.н.е. и цензор 393 пр.н.е.

## Произход и кариера
Юлий Вописк е от патрицианския род Юлии, клон Юлий Юл. Той е син на Луций Юлий Юл (консул 430 пр.н.е.), брат на Луций Юлий Вописк Юл (трибун 403 пр.н.е.) и внук на Вописк Юлий Юл (консул 473 пр.н.е.).
Той става през 408 пр.н.е. консулски военен трибун с Гай Сервилий Ахала и Публий Корнелий Рутил Кос. Тази година диктатор e Публий Корнелий Рутил Кос, a началник на конницата e колегата му Гай Сервилий Ахала.
През 405 пр.н.е. той е отново консулски военен трибун. Колеги са му Тит Квинкций Капитолин Барбат, Авъл Манлий Вулзон Капитолин, Квинт Квинкций Цинцинат, Луций Фурий Медулин и Маний Емилий Мамерцин. През 393 пр.н.е. той e цензор.